# U-Bahn-Station Hauptbahnhof (Hannover)

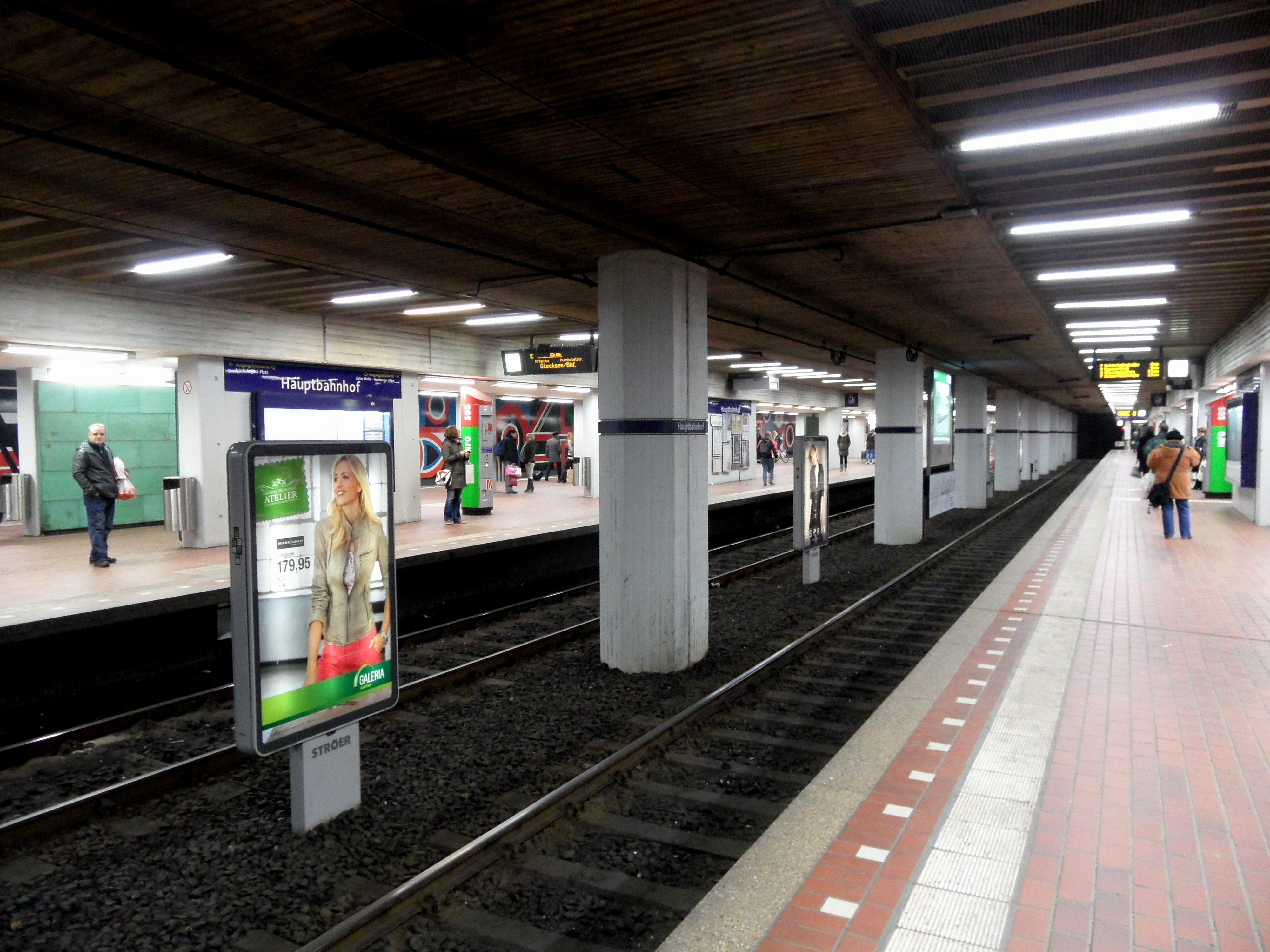
U-Bahn-Station Hauptbahnhof

Die U-Bahn-Station Hauptbahnhof ist eine der wichtigsten U-Bahn-Stationen der Stadtbahn Hannover. Sie befindet sich nordöstlich des hannoverschen Hauptbahnhofs unter dem Raschplatz. Die Station hat zwei Richtungsbahnsteige mit vier Gleisen für die Linien 1, 2, 3, 7, 8, 9, 12 und 13.

## Geschichte
Die Station Hauptbahnhof wurde Anfang der 1970er Jahre errichtet. Ihre Außenwände wurden vom französischen Maler Jean Dewasne gestaltet. Am 26. September 1975 wurde die Station eröffnet für die erste Stadtbahnlinie 12 (Oberricklingen–Hauptbahnhof). Am 4. April 1976 wurde die vollständige A-Strecke eröffnet, nunmehr fuhren die Linien 3 (Oberricklingen–Lahe) und 7 (Oberricklingen–Fasanenkrug). Die Station hieß zunächst Hauptbahnhof/ZOB und wurde später in Hauptbahnhof umbenannt.
Am 27. Mai 1979 wurde die B-Nord-Strecke eröffnet, so dass in der Station Hauptbahnhof die außen liegenden Gleise der B-Strecke in Betrieb genommen wurden. Die Linie 19 (Empelde–Alte Heide) wechselte hier von der A- auf die B-Strecke und umgekehrt.
Die Station wurde 1999 im Hinblick auf die Expo 2000 mit zwei Aufzügen ausgestattet. Diese befinden sich am nördlichen Ende der Bahnsteige und verbinden diese mit der -1-Ebene des Raschplatzes. Am stadtauswärtigen Bahnsteig wurde ein weiterer Aufzug am südlichen Bahnsteigende nachgerüstet, der bis zur Straßenebene der Rundestraße reicht.
Die Station soll einen weiteren Aufzug am südlichen Ende des stadteinwärtigen Bahnsteiges erhalten. Dieser soll vom Bahnsteig nur bis zur Passerellen-Ebene (-1-Ebene) führen.
Eigentümerin der hannoverschen U-Bahn-Stationen ist seit 2001 die Infrastrukturgesellschaft Region Hannover.

## Beschreibung

### Stationsteil A-/B-Strecke

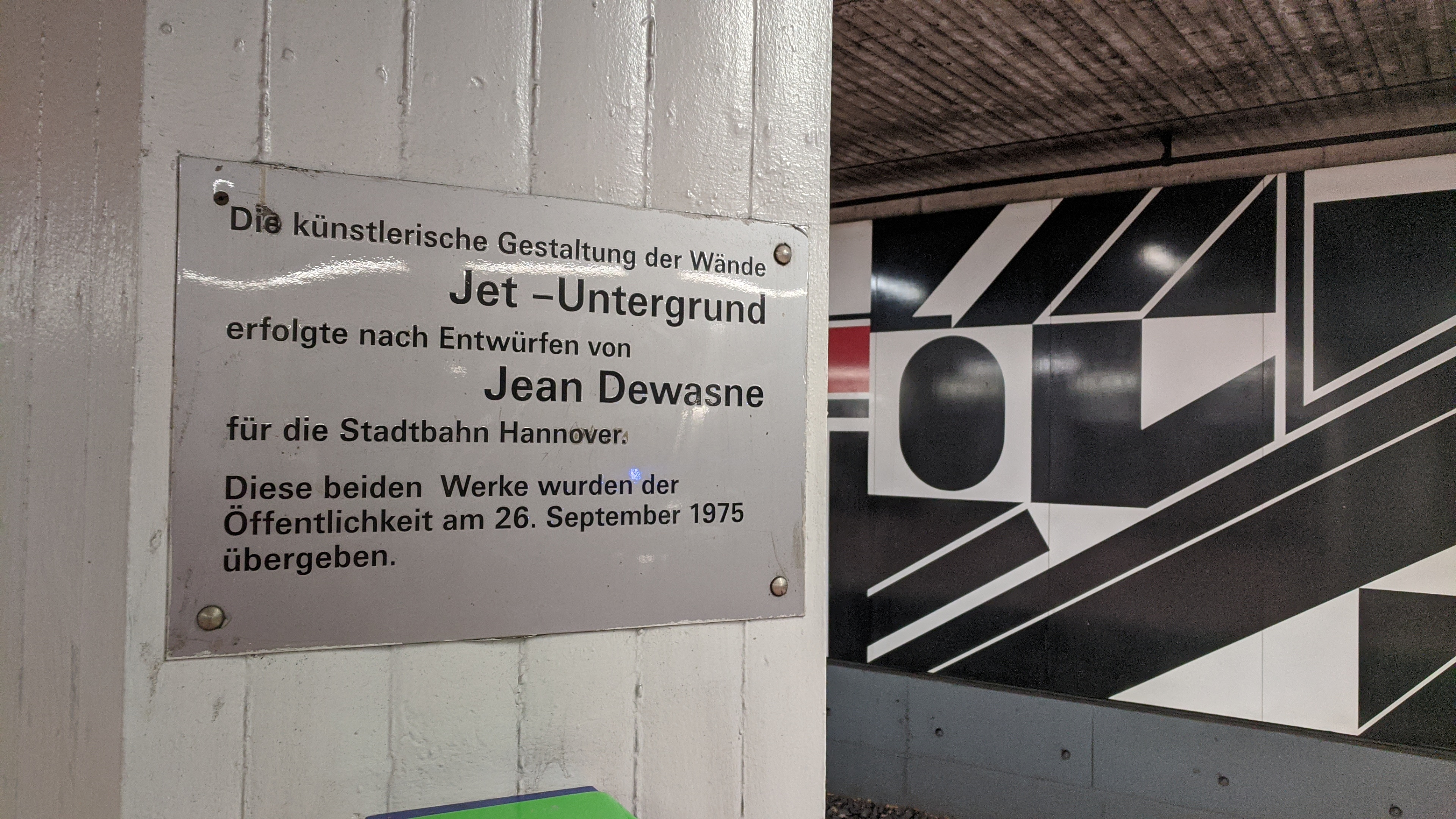
Künstlerische Gestaltung

Die beiden Gleise der A-Strecke befinden sich innen, die der B-Strecke an der Außenseite der beiden Bahnsteige. Dies ermöglicht Umsteigern ein bahnsteiggleichen Umstieg zwischen den Strecken. Die Fahrpläne sind so aufeinander abgestimmt, dass jeweils eine A- und eine B-Linie zur gleichen Zeit am Bahnsteig halten.
Die Gestaltung der Außenwände im Stil des abstrakten Konstruktivismus erfolgte nach Entwürfen des französischen Künstlers Jean Dewasne.
Die A-Strecke führt unter der Lister Meile nach Nordosten bis hinter den Lister Platz, die B-Strecke führt in einem großen Bogen nach Norden zur Vahrenwalder Straße. In Richtung Süden werden die A- und die B-Strecke parallel bis zur Station Kröpcke geführt.
Nördlich der Station liegt eine zweigleisige Kehranlage für die hier endenden Bahnen der Linien 8 und 9 sowie die der Linie 12 im Nachtsternverkehr. Bei Großmessen und Großveranstaltungen enden hier außerdem Verstärkungszüge. Die Kehranlage kann von allen aus Süden kommenden Bahnen der A- und der B-Strecke angefahren werden, von Norden kommende Bahnen können hier nicht wenden.
Zwischen der A- und der B-Strecke bestehen in beiden Richtungen Gleisverbindungen zum Wechseln zwischen den beiden Strecken, was im Linienbetrieb jedoch nicht mehr praktiziert wird. Der Gleiswechsel befindet sich in Fahrtrichtung jeweils hinter den Bahnsteigen.

### Bauvorleistung D-Strecke

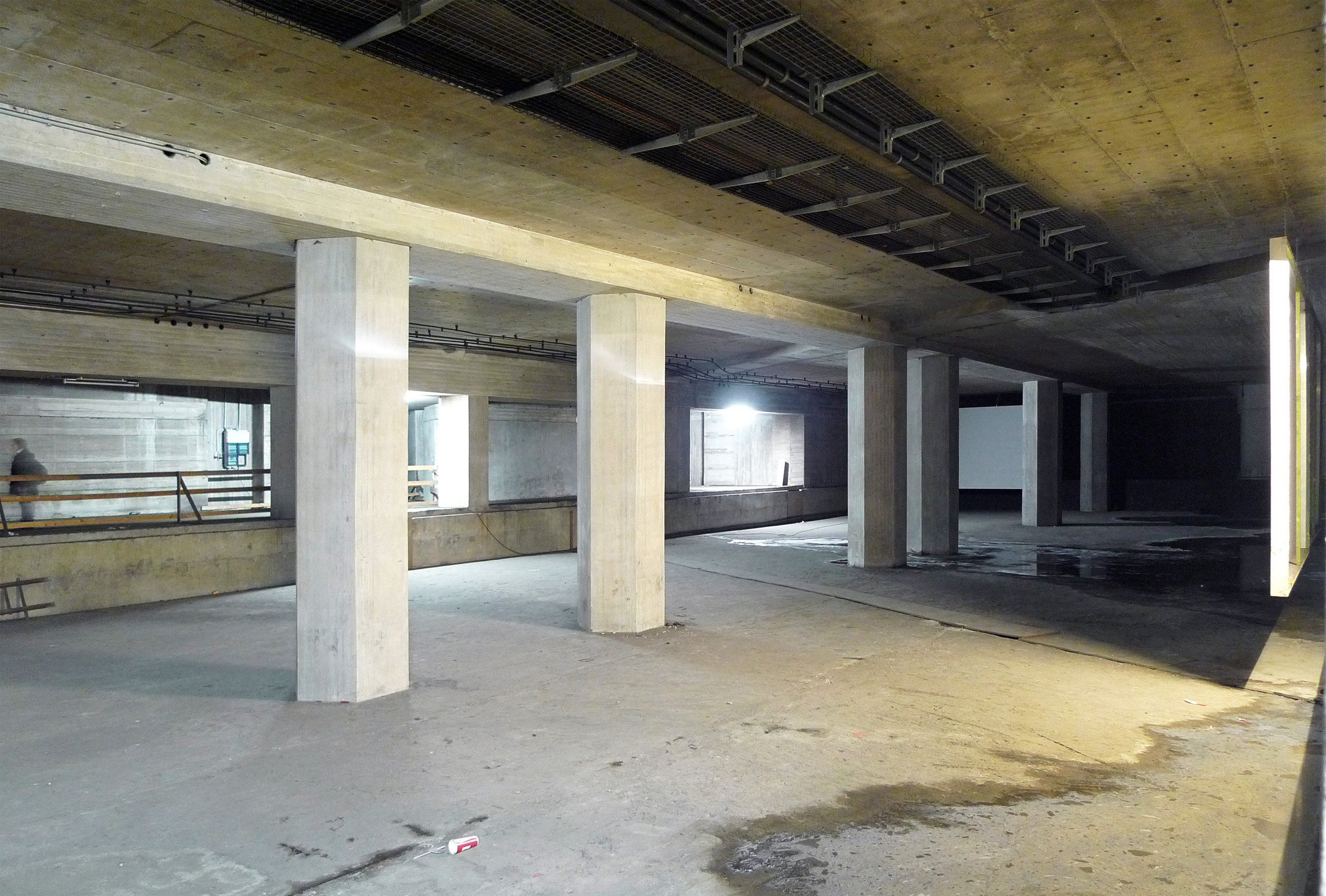
Stationsteil der D-Strecke im Rohbau

Beim Bau des Stadtbahntunnels für die A- und B-Strecke bestand die Planung, eine weitere Tunnelstrecke zu bauen. Daher wurde beim Bau der U-Bahn-Station Hauptbahnhof unter der Station für die A- und B-Strecke als Bauvorleistung eine Station für die geplante D-Strecke im Rohbau errichtet. Die D-Strecke wäre von der U-Bahn-Station Steintor gekommen und wäre nach Osten unter der Berliner Allee Richtung Südstadt geführt worden.
Die für die Nahverkehrsplanung zuständige Region Hannover hat mittlerweile vom Bau des vierten Tunnels Abstand genommen. Stattdessen wurde die Strecke im Innenstadtbereich in der zweiten Hälfte der 2010er Jahre oberirdisch ausgebaut (Projekt ZehnSiebzehn). Die Strecke führt seit September 2017 durch die Unterführung der Lister Meile zu Raschplatz und ZOB. Statt den D-Teil der U-Bahn-Station weiter zu bauen, wurden in Bahnhofsnähe oberirdisch zwei Hochbahnsteige errichtet: Hauptbahnhof/ Rosenstraße in der Kurt-Schumacher-Straße vor der Ernst-August-Galerie und als Endpunkt und Wendepunkt Hauptbahnhof/ZOB auf der Lister Meile vor der Kreuzung mit der Berliner Allee.

## Linien
| Linie | Verlauf | Takt |
| ----- | --- | --- |
| 1     | Langenhagen – Berliner Platz – Büttnerstraße – Niedersachsenring – Hauptbahnhof – Kröpcke – Aegidientorplatz – Altenbekener Damm – Peiner Straße – Bothmerstraße – Laatzen/Eichstraße (Bahnhof) – Laatzen/Zentrum – Laatzen – Rethen/Pattenser Straße – Gleidingen – Heisede – Sarstedt | 10 min (Langenh.–Laatzen werktags) 15 min (Langenh.–Laatzen sonn-/feiertags) 20 min (Laatzen–Sarstedt werktags) 30 min (Laatzen–Sarstedt sonn-/feiertags) |
| 2     | Alte Heide – Bahnstrift – Vahrenheider Markt – Büttnerstraße – Niedersachsenring – Hauptbahnhof – Kröpcke – Aegidientorplatz – Altenbekener Damm – Peiner Straße – Bothmerstraße – Laatzen/Eichstraße (Bahnhof) – Laatzen/aquaLaatzium – Laatzen/Ginsterweg – Rethen – Gleidingen       | 10 min (Alte Heide–Peiner Str werktags) 20 min (Peiner Str–Gleidingen werktags) 15 min (sonn-/feiertags)                                                  |
| 3     | Altwarmbüchen – Paracelsusweg – Noltemeyerbrücke – Vier Grenzen – Lister Platz – Hauptbahnhof – Kröpcke – Markthalle/Landtag – Waterloo – Allerweg – Bahnhof Linden/Fischerhof – Wallensteinstraße – Mühlenberger Markt – Wettbergen                                                    | 10 min (werktags) 15 min (sonn-/feiertags) |
| 7     | Misburg – Schierholzstraße – Paracelsusweg – Noltemeyerbrücke – Vier Grenzen – Lister Platz – Hauptbahnhof – Kröpcke – Markthalle/Landtag – Waterloo – Allerweg – Bahnhof Linden/Fischerhof – Wallensteinstraße – Mühlenberger Markt – Wettbergen                                       | 10 min (werktags) 15 min (sonn-/feiertags) |
| 8     | (Dragonerstraße –) (nur HVZ) Hauptbahnhof – Kröpcke – Aegidientorplatz – Altenbekener Damm – Peiner Straße – Bothmerstraße – Stadtfriedhof Seelhorst – Am Mittelfelde – Messe/Nord | 10 min (werktags) 15 min (sonn-/feiertags) |
| 9     | Hauptbahnhof – Kröpcke – Markthalle/Landtag – Waterloo – Schwarzer Bär – Lindener Marktplatz – Empelde | 10 min (werktags) 15 min (sonn-/feiertags) |
| 12    | Ahlem – Brunnenstraße – Leinaustraße – Am Küchengarten – Glocksee – Waterloo – Markthalle/Landtag – Kröpcke – Hauptbahnhof | Nachtsternverkehr: 60 min (fr–sa) |
| 13    | Fasanenkrug – Noltemeyerbrücke – Vier Grenzen – Lister Platz – Hauptbahnhof – Kröpcke – Markthalle/Landtag – Waterloo – Allerweg – Bahnhof Linden/Fischerhof – Wallensteinstraße – Hemmingen                                                                                            | 10 min (werktags) 15 min (sonn-/feiertags) |